# Цветан Тодоров
 Тази статия е за философа.  За езиковеда вижте Цветан Тодоров (езиковед).  
Цветан Тодоров Тодоров е българо-френски философ и литературовед, семиотик, литературен теоретик, историк на философската мисъл и културолог от български произход.
Прекарва първите 23 години от живота си в България, а след това се установява трайно във Франция. Френско гражданство получава през 1974 г. В интервю за български вестник през 2008 г. се самоопределя като българин и французин.. Цветан Тодоров е известен на първо място като литературен критик и теоретик, неговите философски рефлексии за самоопределянето са от голямо значение за антропологията и социологията. Въпросът за собствената и чуждата културна идентичност е една от важните теми в дебатите на съвременната антропология. Книгите на Цветан Тодоров, писани на френски, се превеждат в България след 1984 г.

## Биография
Цветан Тодоров е роден на 1 март 1939 в София. Негов баща е библиографът Тодор Боров, а дядо по майчина линия – общественикът Иван Пеев-Плачков. Брат му, Иван Тодоров, е известен физик. Завършва гимназия в България и следва български език и литература в Софийския държавен университет, където завършва през 1961 г.
През 1963 г. като стипендиант заминава за Париж. През 1970 г. защитава докторска дисертация на тема „Теория на литературния анализ“ под ръководството на Ролан Барт. Защитава тезата, че поетиката – това са специфичните езикови условия на създаване и означаване на художествения текст. От 1987 г. ръководи Центъра за изследване на изкуствата и езиците към Френския национален център за научни изследвания, където работи от 1968 г. Съпруг е на писателката Нанси Хюстън, с която има две деца. Развежда се с нея след 35 години брак.
Умира на 7 февруари 2017 г. в Париж след усложнения в резултат на невродегенеративно заболяване.

## Идеи и трудове
В началото на творческия си път се интересува предимно от теория на литературата, а след 1990 г. – от историята и отношението с другия в трудни области на историята като завладяването на Централна Америка и Втората световна война.
Цветан Тодоров се утвърждава като учен с превода на руските формалисти, който значително допринася за развитието на съвременната поетика. След това публикува „Литература и значение“ (1967). В „Увод във фантастичната литература“ (1970) разглежда сериозно и задълбочено фантастичната литература.
Тодоров изследва предимно другостта на различните култури, разглежда проблема „Ние и другите“, споровете на хуманистите в Европа от епохата на откриването на Новия свят и процесът на колонизация. Въпросът за собствената и чуждата култура застава в основата на антропологичните дискурси в Европа. Неговият анализ на значимостта и самоопределянето има голямо значение за антропологията и социологията. Тодоров, за разлика от Макиавели и Хобс, не вижда в общността зъл по своята същност организъм, с който човек се обвързва само поради своята немощ. Напротив, за него общността е неизбежност, продиктувана от нуждата за признанието на човека, вкоренена в неговата психика. Тази концепция се основава на психоанализата на Лакан и интерпретацията на творчеството на Хегел и Кожев.
Цветан Тодоров говори за себе си като за емигрант и се самоопределя като европеец. Размишлява за истината, злото, справедливостта, историческата памет, болката по родината, срещата на културите и заблудите на съвременните демокрации. Преосмисля живота си в България и Франция, любовта си към литературата, отдалечаването си от структурализма, и от аполитичността. Обяснява своя критически хуманизъм, крайната си умереност, неприязънта си към двуполюсните модели и желязната завеса. Занимават го проблемите за допирните точки, смесването на културите („метисаж“), „сивите зони“ и търси отговор на въпроса „Как да се живее?“.
В книгата си „Завладяването на Америка. Въпросът за Другия“ Цветан Тодоров разсъждава за начина, по който местните култури в Америка са били жестоко унищожени от конкистадорите.
Следвайки Михаил Бахтин, Тодоров извежда идеята за диалога като „такова положение, при което нито един от участниците не свежда другия до обект“. За диалога са нужни два субекта.

## Отличия и награди

### Награди
- 1989: Prix Maujean на Френската академия, сребърен медал – за Nous et les autres[13]
- 1998: Европейска награда за есеистика Шарл Вейон – за Benjamin Constant. La passion démocratique[14]
- 2001: Prix La Bruyère на Френската академия, сребърен медал – за Mémoire du mal, tentation du bien[15]
- 2008: Награда на Принца на Астурия за обществени науки за 2008 г.[16]
- 2009: Prix Jean-Michel-Gaillard – за La peur des barbares: au-delà du choc des civilisations[17]
- 2011: Голяма награда за критика на Френската академия – за цялостно творчество[18]
- 2015: The Wayne C. Booth Lifetime Achievement Award[19][20]

### Отличия
- 1988: почетен доктор на Софийския университет[21]
- 1990: доктор хонорис кауза на Лиежкия университет
- 1998: член на Американското философско общество[22]
- 2006: член-кореспондент на секцията по литература и социални науки на Кралската академия на науките, литературата и изящните изкуства на Белгия[23]
- 2007: международен почетен член на Американската академия за изкуства и науки[24]

### За Цветан Тодоров
- Литературни търсения през 90-те години, София, Издателство на БАН, 2001, ISBN 954-430-817-2
- Цветан Тодоров – подвижната мисъл, Сборник с изследвания в чест на Цветан Тодоров, София, ИК ЛИК, 2001, ISBN 954-607-486-1 (Материали от конференцията, организирана от СУ „Св. Климент Охридски“, на 30 и 31 октомври 1999 по случай шейсетата годишнина от рождението на Цветан Тодоров.)
- Цветан Тодоров – теоретик и хуманист. Съст. Стоян Атанасов, Рая Кунчева и Мирослав Дачев. София, Издателски център „Боян Пенев“, 2007.